# 대한민국 민법 제534조

## 조문
제534조(변경을 가한 승낙) 승낙자가 청약에 대하여 조건을 붙이거나 변경을 가하여 승낙한 때에는 그 청약의 거절과 동시에 새로 청약한 것으로 본다.

第534條(變更을 加한 承諾) 承諾者가 請約에 對하여 條件을 붙이거나 變更을 加하여 承諾한 때에는 그 請約의 拒絶과 同時에 새로 請約한 것으로 본다.

## 사례
갑이 을에게 "컴퓨터를 100만원 나한테 팔어"라고 하였고 을이 "90만원 이하로 절대 팔 수 없어"라고 한 경우, 을의 답변은 청약에 대해 변경을 가한 것으로 볼 수 있다

## 같이 보기
- 청약
- 승낙